# Kerstin Dahlberg
Kerstin Marita Gunnel Dahlberg, född 21 december 1954 i Kalmar, är en svensk countrysångare som bland annat deltagit i Melodifestivalen 1983.
Dahlberg började som sångare 1974 i gruppen Canyons orkester, som hon var med att starta. De spelade "modern country" och försökte konkurrera med traditionella dansband. De spelade in en skiva och låten "Jag har väntat på dig" (En svensk version av Abba:s I've been waiting for you) och hamnade på svensktoppen 1975. Bandet, som bestod av fem män och två kvinnor, sjöng mycket stämsång, och kunde likna Abba.
År 1981 avled kapellmästaren, och Dahlbergs make, Hans Eng, samtidigt som hon framträdde i TV-programmet Nygammalt med Bosse Larsson. Dahlberg kom senare att vikariera i dansbandet Kennys från Nybro. 1982 blev hon salongsvärd och husvokalist på det nyöppnade countrystället Lone Star som höll till på nattklubben Baldakinen i Stockholm. Bert Karlsson hade nämnt henne och det var han som gav ut hennes soloskiva. Lone Star hade show i Stockholm varje torsdagskväll, med många kända gästartister, sedan varje onsdag i Göteborg. De turnerade i parker och var med i flera tv-program. Hon började också sjunga med Tenneessee Five, Mats Rådberg m.fl. på Avesta Teater och har gjort det i mer än 20 år.
Olle Bergman från Polygram Records ringde upp henne en kväll när hon satt hemma i halsfluss och bad henne sjunga en låt över telefonen. Hon trodde att det var någon som skämtade med henne. Hon blev uttagen till Melodifestivalen 1983 och sjöng bidraget Här är min sång till dig skriven av Olle Bergman och Claes Bure. Åren efter uppträdde Dahlberg mycket i Danmark och sjöng på alla stora festivaler. Numera driver hon ett djurpensionat med livskamraten Anders Karnbrink, även om hon fortfarande sjunger i mindre skala.
2011 framförde Kerstin Dahlberg sitt melodifestivalbidrag från 1983 på stora scenen i Kungsträdgården under Stockholms pridefestival, till Anders Berglunds orkester och kör.